# Margattea argentea
Margattea argentea es una especie de cucaracha del género Margattea, familia Ectobiidae. Fue descrita científicamente por Hanitsch en 1928.
Habita en Indonesia.